# Хейл, Луиз Клоссер
Луиз Клоссер Хейл (англ. Louise Closser Hale; 13 октября 1872, Спрингфилд, Массачусетс — 26 июля 1933, Лос-Анджелес, Калифорния) — американская актриса театра и кино, драматург и новеллист.

## Биография
Луиз Клоссер родилась в Спрингфилде, штат Массачусетс в 1872 году. Она обучалась в Американской академии драматического искусства в Нью-Йорке, а затем в Бостоне в ораторском колледже. Её театральный дебют состоялся в 1894 году в Детройте в постановке «В старом Кентукки». Успеха она добилась в 1903 году на Бродвее в пьесе Джорджа Бернарда Шоу «Кандида». В 1907 году Луиз Клоссер выступила в Лондоне в постановке «Миссис Уиггс».
В 1899 году она вышла замуж за художника и актёра Уолтера Хейла, фамилию которого стала использовать в своей актёрской карьере. Он также стал иллюстратором серии её книг. В 1917 году, после неожиданной смерти мужа от рака, Хейл покинула театральную сцену и переместилась в Голливуд. Там в конце 1920-х годов она стала появляться на большом экране, а по совместительству работала ещё и драматургом. В кино она более всего запомнилась по ролям в фильмах «Длинноногий папочка» (1931), «Платиновая блондинка» (1931), «Шанхайский экспресс» (1932) и «Обед в восемь» (1933).
Луиз Клоссер Хейл умерла в 1933 году от теплового истощения в Лос-Анджелесе в возрасте 60 лет.

## Избранная фильмография
- 1931 — Длинноногий папочка
- 1931 — Платиновая блондинка
- 1932 — Шанхайский экспресс
- 1932 — Безумное кино — миссис Киттерман
- 1933 — Обед в восемь
- 1933 — Утиный суп (нет в титрах)